# Paul Peterich
Paul Friedrich Gustav Peterich (* 1. Februar 1864 in Schwartau; † 22. September 1937 in Rotterdam) war ein deutscher Bildhauer.

## Leben

### Herkunft

Anzeige der väterlichen Drechslerei in Schwartau (1910)

Sein Vater, Jasper Hinrich Peterich (1833–1920), stammte aus dem holsteinischen Bramstedt. Zunächst hatte dieser bei dem Drechslermeister Joachim Dröger als Geselle in der Lübecker Straße 31 in Schwartau gearbeitet. In jenem stattlichen Gebäude, es wurde 1973 abgerissen, wurde seit 1819 das Drechslerhandwerk ausgeübt. Als Dröger starb, heiratete Peterich 1861 dessen Witwe Magdalena Margarete (1829–1905), eine geborene Wentzel, die ihm drei Söhne schenkte. Paul war der mittlere. Aus dem Gesellen wurde ein angesehener Handwerksmeister und verdienter Ratsherr.
Nach dem Besuch der Bürgerschule erlernten Paul wie auch sein jüngerer Bruder Ernst, der das väterliche Geschäft später einmal fortführen sollte, das Drechslerhandwerk. Hierzu gehörten die Kunstdrechslerei, die Herstellung von Tabakpfeifen und Handstöcken.

### Laufbahn
Mit dem Besuch der lübeckischen Gewerbeschule kam Peterich in Verbindung mit deren Kunstschätzen und erwuchs sein Verlangen selbst einmal ähnliches zu erschaffen.
Als der kunstverständige Großherzog Nikolaus Friedrich Peter von Oldenburg, Schwartau gehörte zu jener Zeit zum oldenburgischen Landesteil des Lübecker Fürstentums, 1884 Peterichs Gesellenstück in Form eines reich verzierten heute im Besitz des Museums der Stadt Bad Schwartau befindlichen Blumentisches sah, erkannte er dessen Talent und gewährte seinem Landeskind ein Stipendium zum Besuch der Kunstgewerbeschule Hamburg und im Anschluss der Kunstakademie in Berlin. Dort studierte er in der Meisterklasse Friedrich Schapers. Während seines Studiums kopierte er antike und entwarf moderne Dekorationen. Zu jener Zeit stand ihm das Atelier des verstorbenen Bildhauers Joseph Kaffsack zur Verfügung. Hier führte er seine ersten Arbeiten aus.
Während seines Studiums bewarb sich Peterich 1887 23-jährig um die landesweit ausgeschriebene Gestaltung eines Denkmals für den Komponisten Carl Maria von Weber in Eutin und gewann. Die dessen Einweihung, auf der er persönlich anwesend war, am 1. Juni 1890 war sein künstlerischer Durchbruch. Am Fuße der Säule befand sich ursprünglich die Figur der Muse Polyhymnia. Sie ist, wie viele Skulpturen Peterichs, im Zweiten Weltkrieg eingeschmolzen worden.
In der Folge erhielt Peterich den Auftrag ein Denkmal zu Ehren von Friedrich von Reventlou und Wilhelm Beseler, Statthalter der Schleswig-Holsteinischen Erhebungsjahre, zu erschaffen. Deren Gruppe bestand aus einem Obelisken mit dem preußischen Adler, den Büsten von sowie der Plastik eines Soldaten. Zu seiner Einweihung erhielt es 1891 hochwertige Kritiken. Auch dieses wurde eingeschmolzen. Allein der Obelisk des 1891 in Schleswig aufgestellten Reventlou-Beseler-Denkmals blieb erhalten.
Anfang der 1890er Jahre bildete er Anna Magnussen-Petersen zur Bildhauerin aus.
1894 beauftragte man ihn ein den Schöpfern des Schleswig-Holstein-Liedes, Matthäus Friedrich Chemnitz und Carl Gottlieb Bellmann, gewidmetes Denkmal zu erschaffen. Das 1896 in Schleswig eingeweihte Chemnitz-Bellmann-Denkmal erhielt landesweites Lob.
Um die Jahrhundertwende war Peterich überregional bekannt. Da seine Erfolge ihn finanziell unabhängig gemacht hatten, begann er sich vornehmlich jenen Projekten zu widmen, die er persönlich für reizvoll hielt und unternahm verschiedene Bildungsreisen durch Europa. Um 1901 siedelte er von Berlin nach München über. In der Künstlerkolonie Schwabing erschuf er unter anderen 1903 die sich heute im Niedersächsischen Landesmuseum für Kunst und Kulturgeschichte in Oldenburg befindende Großplastik Medea aus belgischen Granit. Zu jener Zeit beteiligte er sich an Kunstausstellungen in München sowie der Berliner Secession. Bei diesen war häufig Italien sein Ziel. Dort entdeckte er die antike Kunstidee für sich und machte den menschlichen Körper zum zentralen Thema seines Schaffens. In Rom erschuf er in jener Zeit die heute zur Sammlung der Galleria Internationale d’Arte Moderna in Venedig gehörende Plastik Römischer Knabe.
Nach Reisen durch Europa und Peterichs Heirat 1899 wurde er 1905 vom Großherzog von Oldenburg nach Rastede bei Oldenburg, wo man ihm der Titel Professor verlieh, berufen. Zu seinen dortigen Werken zählt die Brunnenplastik Im Spiel der Wellen. 1912, das Jahr, in dem seine Heimatstadt das Stadtrecht erhielt, schenke er ihr die Triton und Nereide zeigende Plastik und im Folgejahr, das Jahr seitdem seine Heimatstadt den Zusatz Bad in seinem Namen führte, wurde sein Geschenk am 80. Geburtstag seines Vaters eingeweiht und wurde ihr Wahrzeichen.
1907 zog er in die Nähe von Florenz, wo er insbesondere Marmorskulpturen schuf. Seine dort zu jener Zeit entstandene Großplastik Ruhender Knabe, sie wird bis heute in der Nationalgalerie der Staatlichen Museen zu Berlin verwahrt, gilt als eines von Peterichs Hauptwerken.
Nach Beginn des Ersten Weltkriegs 1914 zog Peterich in die Künstlerkolonie Hellerau bei Dresden. Hier war er besonders als Medailleur tätig. Seine Arbeiten zeigte Peterich unter anderem auf der Großen Berliner Kunstausstellung von 1920. Um 1918 schuf er den Brunnenengel im Garten des Karl-May-Museums in Radebeul.
1922 ging Peterich nach Capri und 1927 nach Florenz. 1934 zog er nach Den Haag (Niederlande), wo er 1937 in Rotterdam starb.
Der Verbleib eines Großteils seiner Werke ist heute unbekannt. Einige von ihnen sind in Museen oder stehen als Denkmäler in der Öffentlichkeit. Ein Teil seiner Metall-Plastiken wurde im Zweiten Weltkrieg als Buntmetall eingeschmolzen.

Werke
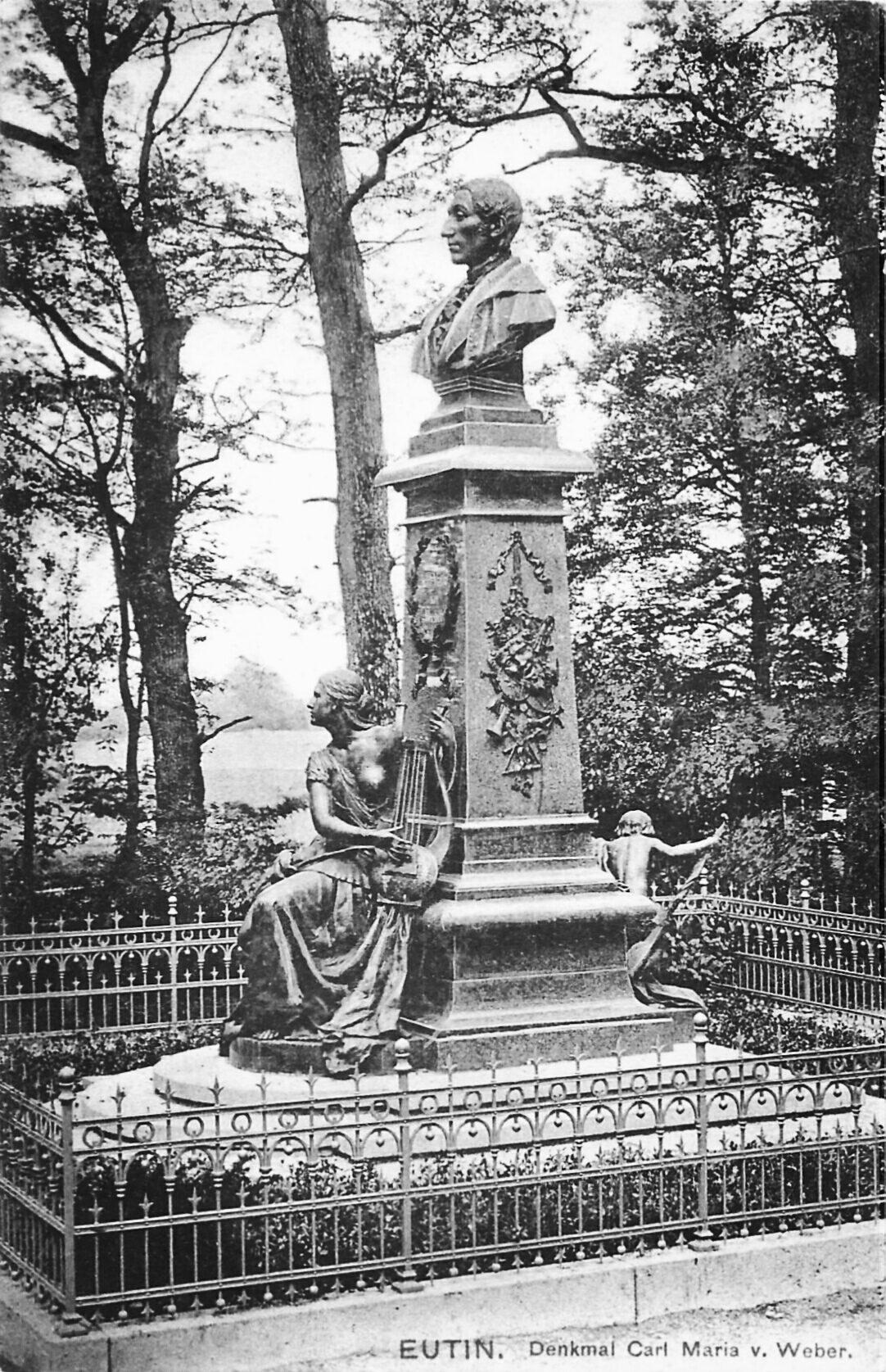
Ursprüngliches Denkmal Carl Maria von Webers im Ehrenhain in Eutin
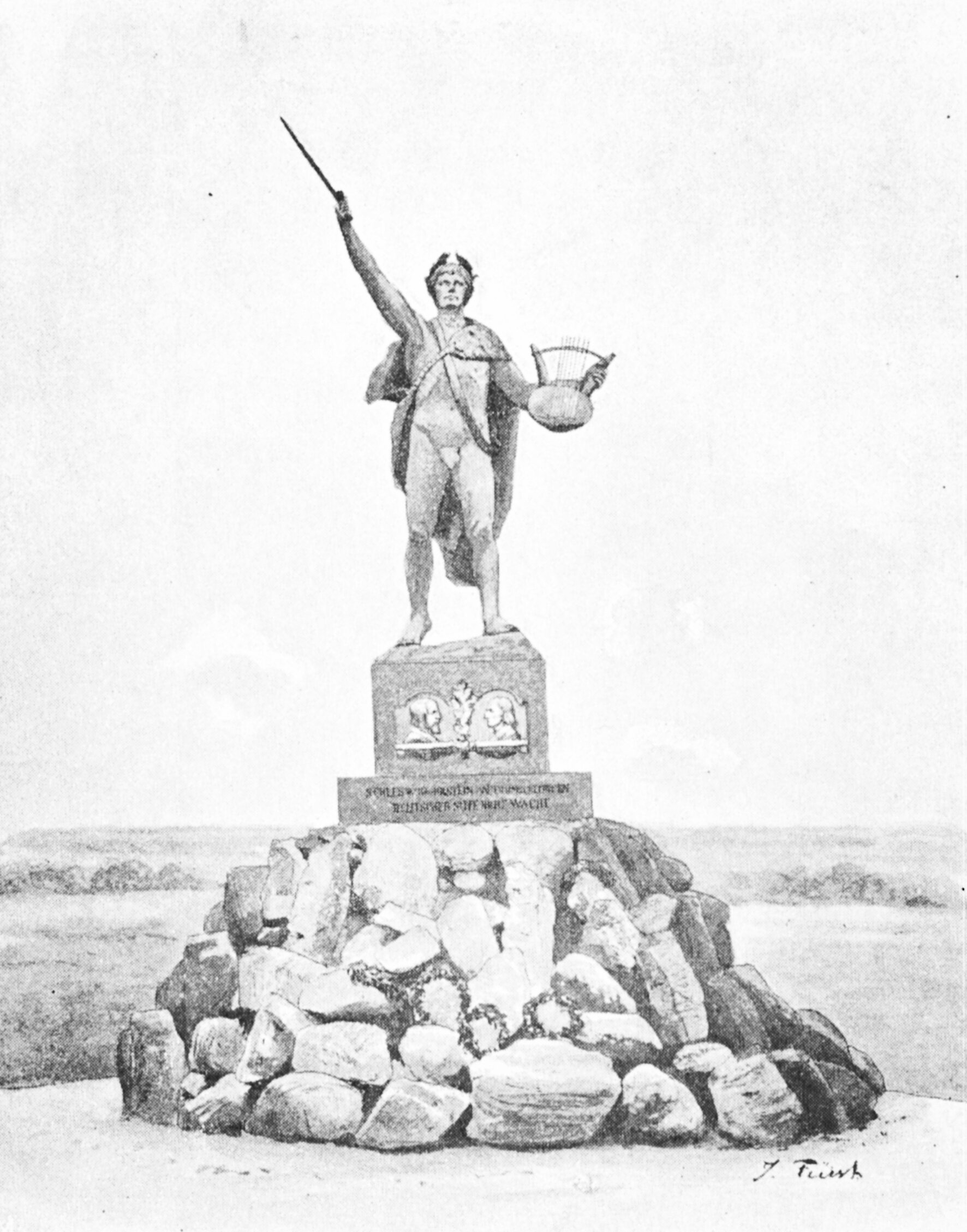
Bellmann-Chemnitz-Denkmal an der Schützenkoppel in Schleswig
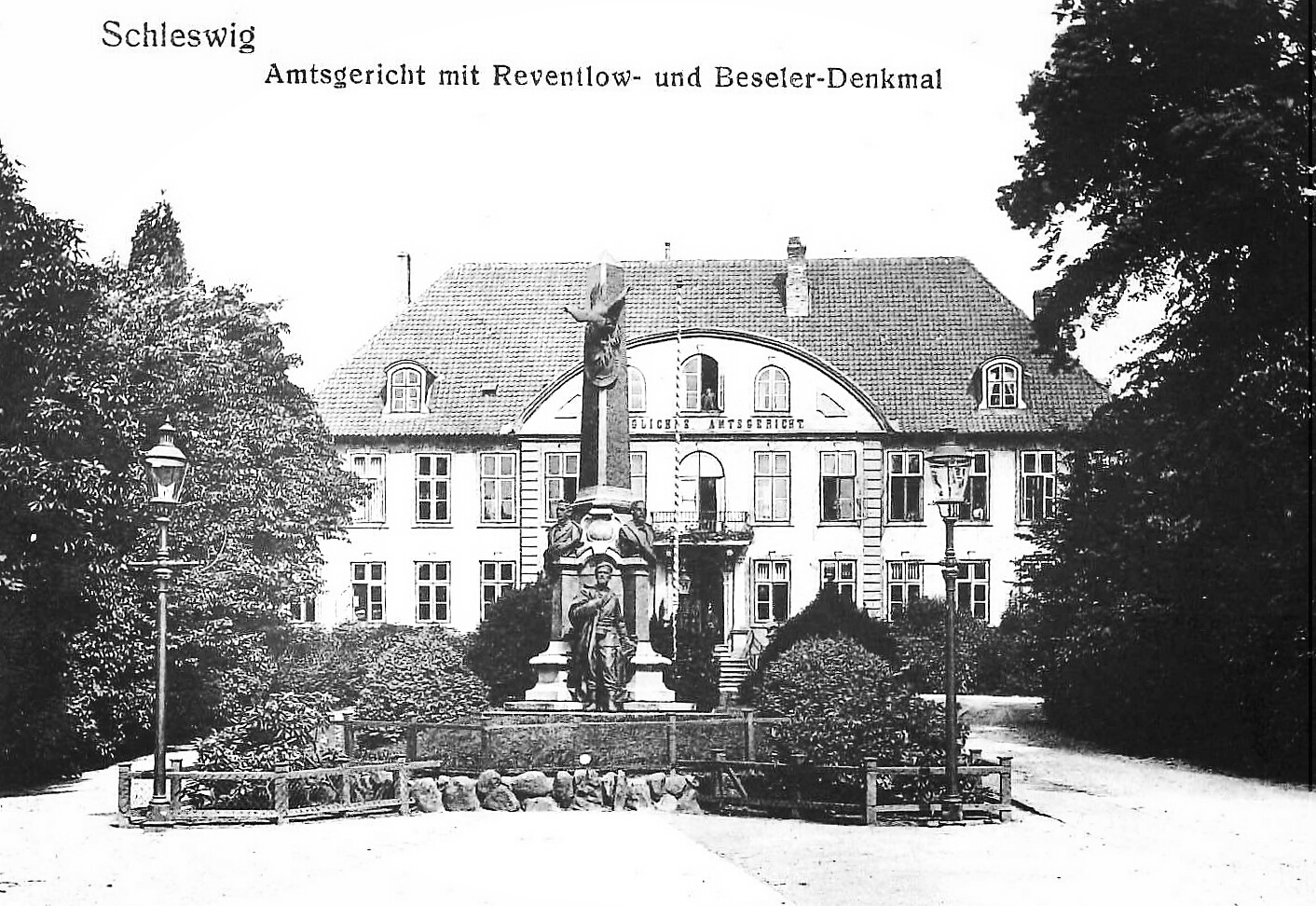
Reventlow- und Beseler-Denkmal

### Familie
Am 23. März 1899 heiratete Peterich die Pianistin Elsbeth Kühn (1876–1935) und wurde Vater von drei Söhnen und zwei Töchtern.
Bis 1922 ließ sich Peterich scheiden und heiratete nochmals.
Eckart Peterich (1900–1968), sein ältester Sohn, war Schriftsteller und Journalist. Er lebte lange in Italien und Griechenland. In seinen Werken zeigte er sich der antiken Kunst und Kultur verpflichtet.
Lucas Peterich (1902–1985) wurde Maler und Kunsthändler; er heiratete 1932 in zweiter Ehe in Rotterdam Wilhelmina Florentina („Floor“) van Beuningen (1908–1992), Tochter des Großindustriellen und Kunstsammlers Daniel George van Beuningen (1877–1955, siehe Museum Boijmans Van Beuningen).
Seine Tochter, Gerda Peterich (1906–1974), sollte später als Dozentin an der Syracuse University tätig sein.

Werke und Repliken in der Gegenwart
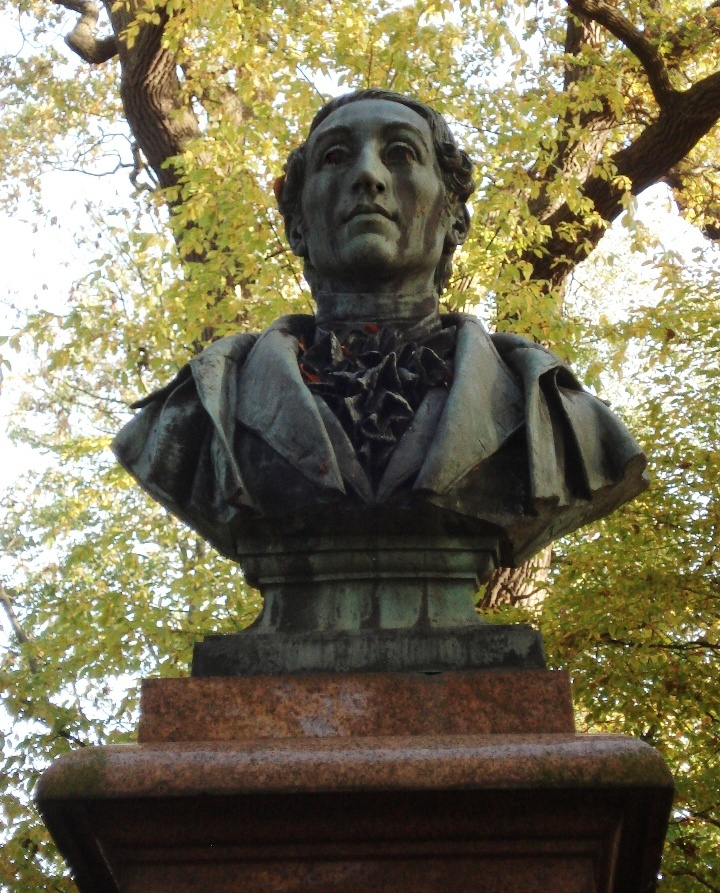
Büste von Carl Maria von Weber
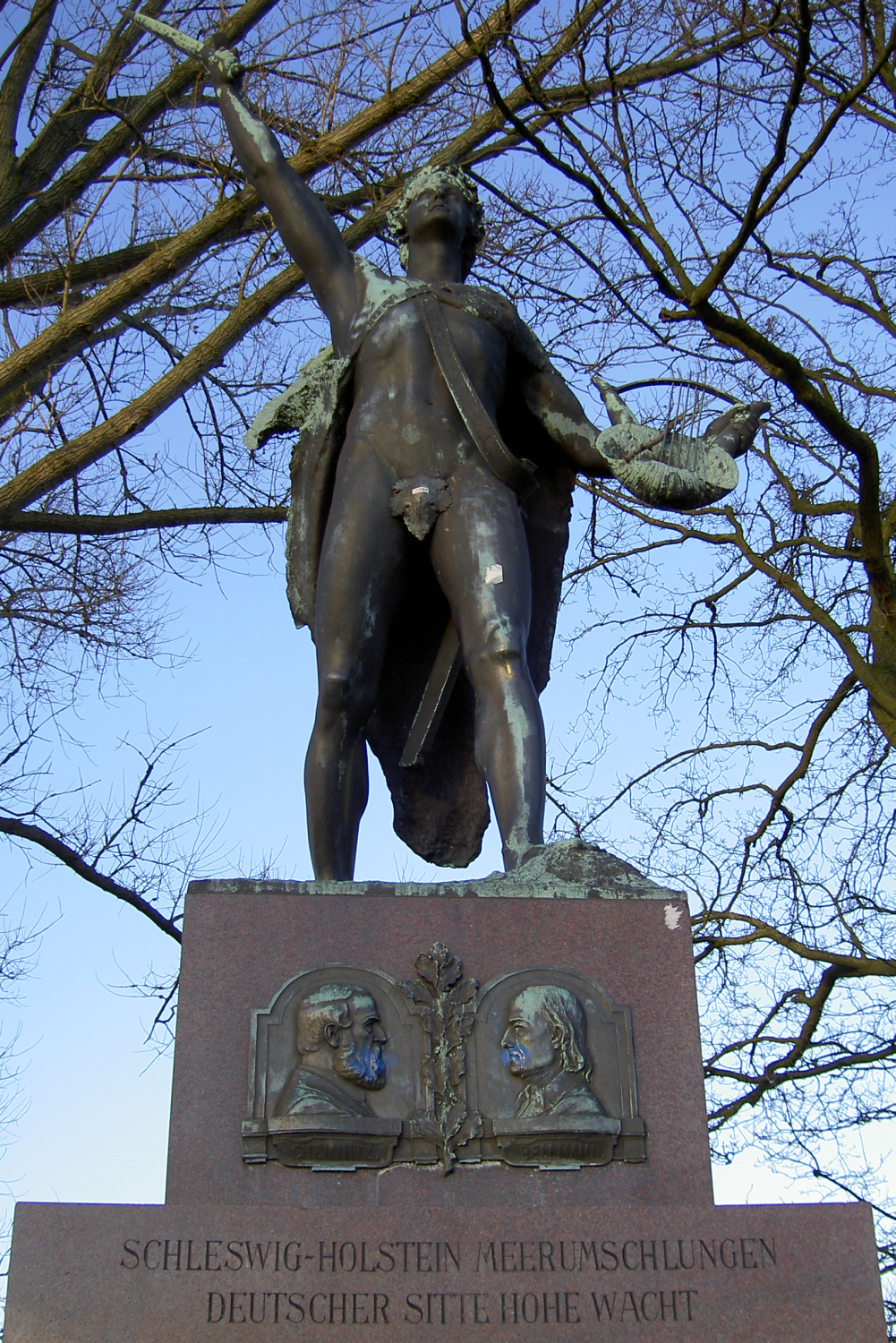
Bellmann-Chemnitz-Denkmal
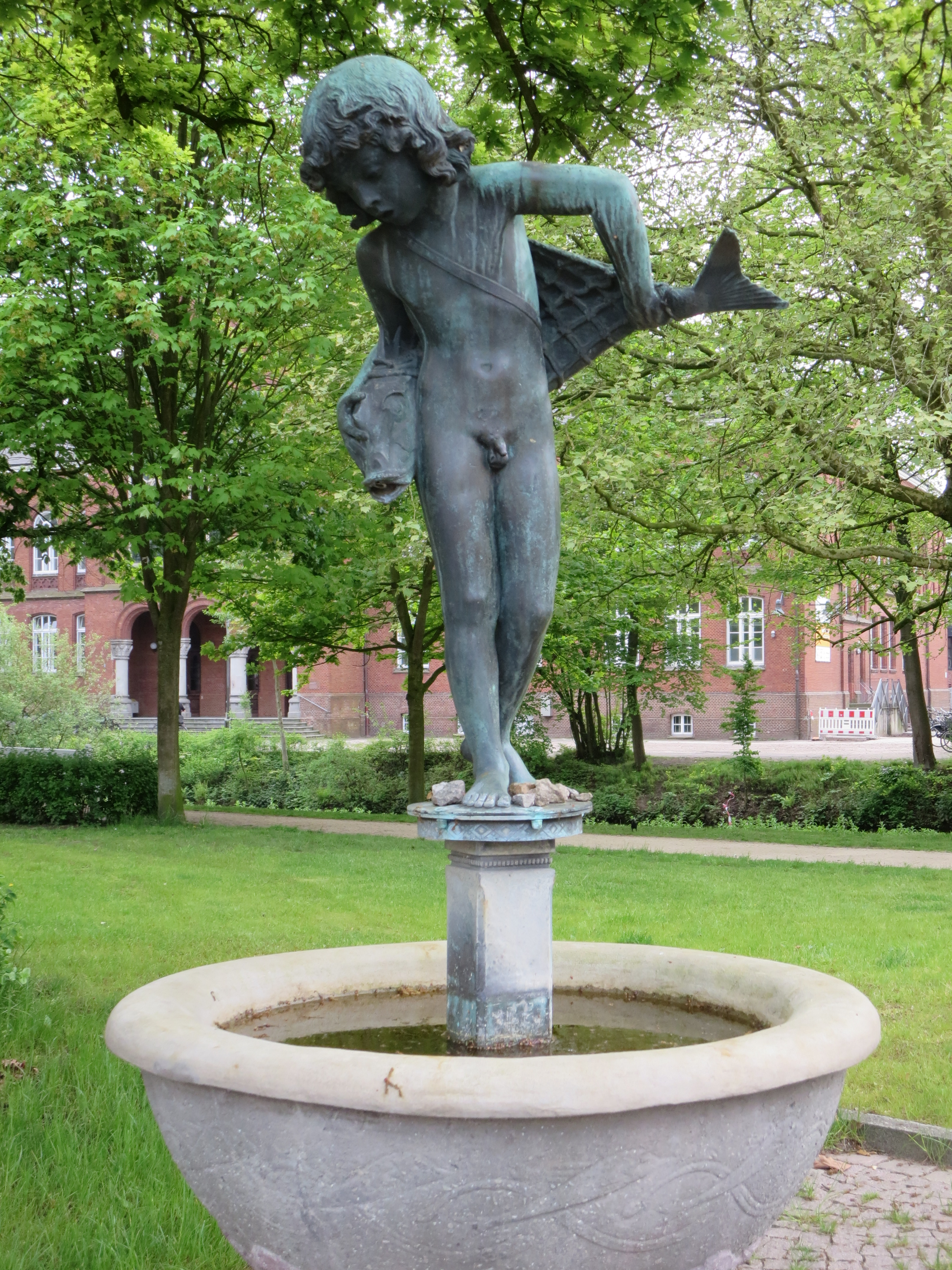
Brunnen mit Fischerknabe am Theaterwall in Oldenburg (Oldenburg)
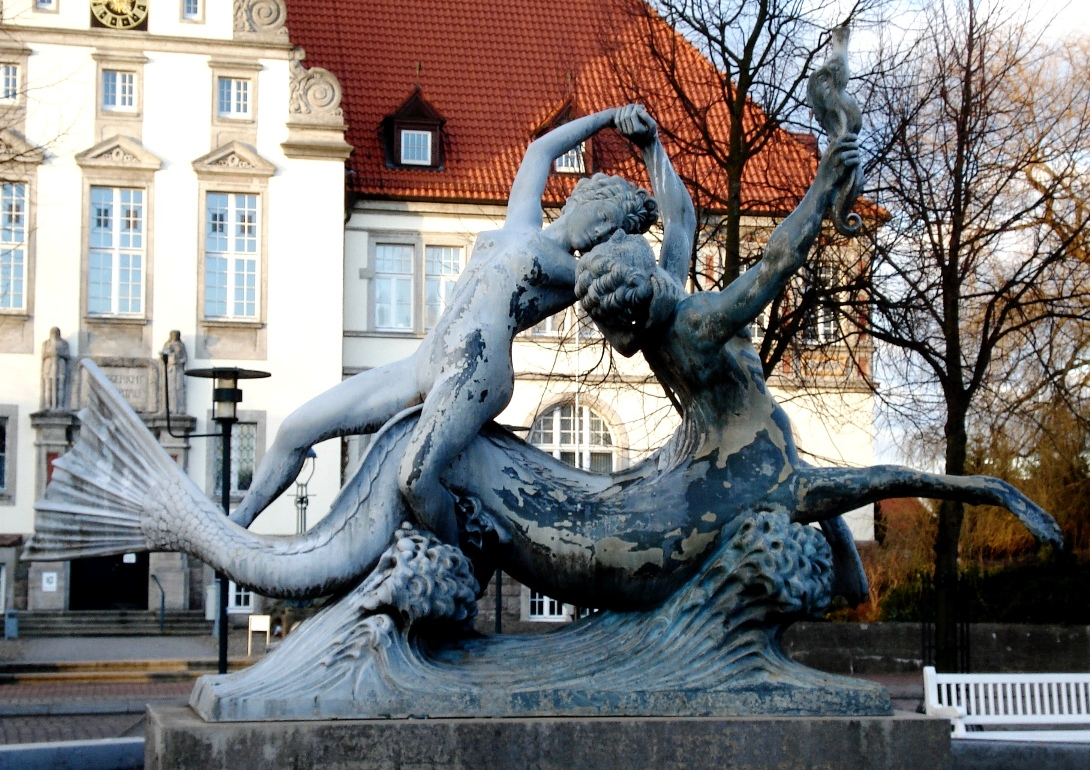
Rekonstruierter Brunnen „Im Spiel der Wellen“ in Bad Schwartau